# Geißenklösterle
Das Geißenklösterle ist ein Abri im Achtal. Die Halbhöhle liegt südlich von Weiler, einem Ortsteil von Blaubeuren im Alb-Donau-Kreis in Baden-Württemberg.
In ihr wurden bedeutende archäologische Funde des Jungpaläolithikums gemacht, darunter die älteste menschliche Darstellung und eines der ältesten erhaltenen Musikinstrumente. 2017 wurde sie als Bestandteil der Weltkulturerbestätte Höhlen und Eiszeitkunst der Schwäbischen Alb in das UNESCO-Welterbe aufgenommen.

## Geologie

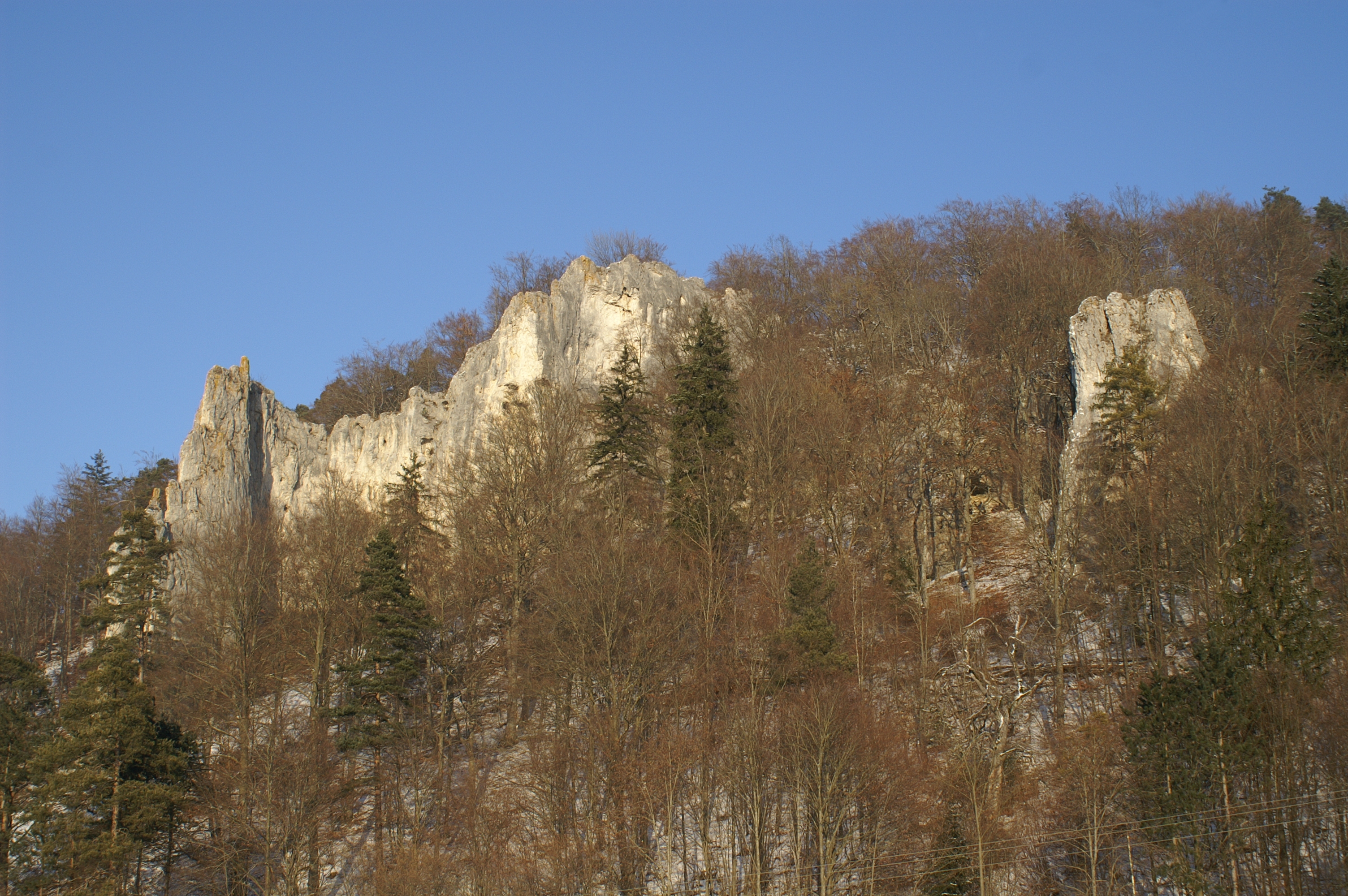
Geißenklösterle im Bruckfelsmassiv (Achtal)

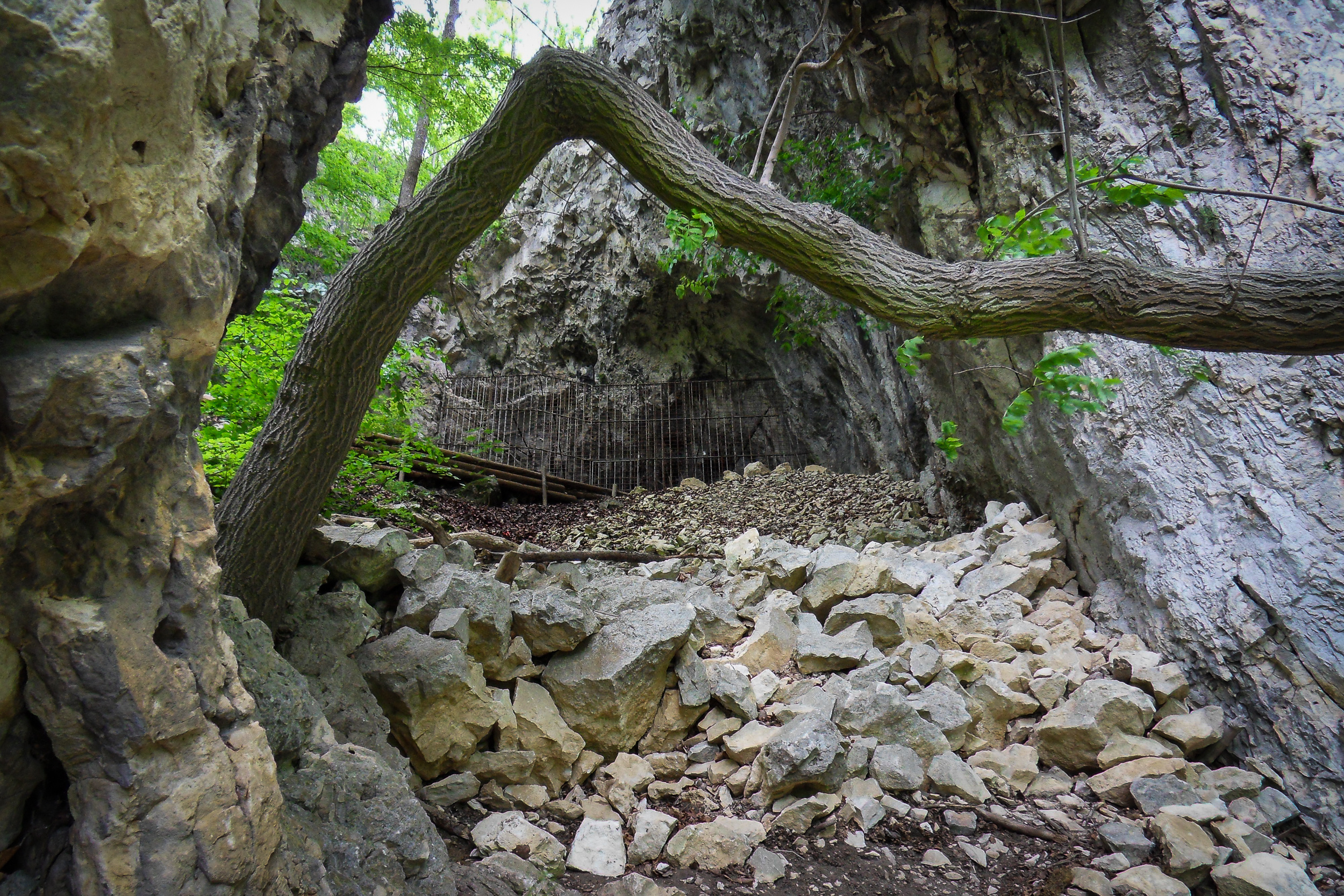
Blick vom Fußweg hinauf zum Geißenklösterle. Die Grabungsfläche ist durch ein Gitter geschützt.

Das Geißenklösterle ist Teil einer Fundlandschaft im heutigen Blau- und Achtal, wo sich im Pleistozän am Südrand der Schwäbischen Alb ein tiefes Tal in die Juraformationen gegraben hat. Dadurch wurden einige Hohlräume des Karstsystems angeschnitten. Viele der so entstandenen Höhlen des Achtals wurden schon von Neandertalern des Mittelpaläolithikums als Lagerplatz genutzt (neben dem Geißenklösterle auch in der Brillenhöhle und der Großen Grotte bei Blaubeuren). Andere, wie der nahe gelegene Hohle Fels, weisen mehrfache intensive Besiedlungsphasen durch den anatomisch modernen Menschen (Homo sapiens) auf.
Das Geißenklösterle liegt heute etwa 60 m über der Talsohle. Der Eingang ist durch zwei vorspringende Felswände geschützt.

## Archäologische Ausgrabungen
Das Geißenklösterle wurde 1957 vom vierzehnjährigen Reiner Blumentritt als archäologische Fundstelle entdeckt. Der damalige Schüler grub danach mit dem Tübinger Prähistoriker Gustav Riek zunächst in der Brillenhöhle im Achtal. 1963 führte Riek eine erste Sondage im mittleren Höhlenbereich durch.
1973 leitete Eberhard Wagner, Archäologe beim Landesdenkmalamt Baden-Württemberg, eine weitere Sondage im Geißenklösterle, die den von Riek bereits begonnenen Graben bis zur Felswand weiterführte. Zusammen mit Joachim Hahn (Universität Tübingen) begann er 1974 die systematische Ausgrabung im Geißenklösterle. Diese wurde in zahlreichen Kampagnen bis 1991 unter der Leitung Hahns fortgesetzt.
Nach dessen Tod wurden die Ausgrabungen in den Jahren 2001 und 2002 durch Nicholas Conard und Hans-Peter Uerpmann vom Institut für Urgeschichte der Universität Tübingen fortgeführt und im Jahre 2002 vorläufig abgeschlossen.
Die Grabungen bis 1983 wurden in einer Monographie vorgelegt, die vor allem Funde des Aurignacien vorstellte. Ein besonderes Augenmerk galt dabei der Schichtgenese innerhalb der Höhle. Es konnten innerhalb des Aurignacien sechs Fundhorizonte, innerhalb des Gravettien sieben Fundhorizonte unterschieden werden. Sie repräsentieren jedoch keine Nutzungsphasen, sondern entstanden durch natürliche Prozesse.

## Archäologische Zeitschichten
Folgende stratigraphische Abfolge wurde festgestellt (in der Auflistung vom älteren zum jüngeren):
- Mittelpaläolithikum – AH IV–VI vor 300.000–200.000 bis 40.000 Jahren
- Aurignacien – AH II, AH III- vor 40.000 bis 31.000 Jahren
- Gravettien – AH Ic-Ip vor 30.500 bis 22.000 Jahren
- Magdalénien – AH Io 18.000–12.000 v. Chr.
- Mesolithikum – AH In 9.600–4.500 v. Chr.

Eisenzeit, Mittelalter

### Mittelpaläolithikum
In den letzten Grabungsjahren von 2000 bis 2002 wurden die basalen Schichten des Mittelpaläolithikums untersucht. Es konnten drei archäologische Horizonte unterschieden werden (AH IV bis VI), die den geologischen Schichten GH 18–20 entsprechen. Zwischen dem untersten Aurignacien-Horizont und den Schichten des Mittelpaläolithikums gab es eine weitgehend fundleere Schicht (GH 17), die durch Glimmer und grobklastischen Kalkschutt charakterisiert ist.
Holzkohlen weisen auf die Nutzung von Feuer hin, doch fehlen ausgeprägte Brandschichten.

### Aurignacien
Nachweisbar ist ein Aufenthalt kleiner Gruppen von Menschen während der letzten Würmeiszeit, ungefähr zwischen 43.000 und 32.000 Jahren vor heute.
Das Herstellen von Steinwerkzeugen, das Verarbeiten von Knochen, Geweih und Elfenbein zu Gebrauchs-, Schmuck- oder Kunstgegenständen oder das Behandeln von Tierhäuten in der Höhle wurden nachgewiesen. Eventuell wurden einige der Gegenstände hier nicht nur hergestellt und benutzt, sondern auch deponiert. Reste von Brandstellen weisen darauf hin, dass die mit Knochen geschürten Feuer nicht nur zur Nahrungszubereitung, sondern auch zur Erwärmung, als Lichtquelle sowie als Schutz- und Arbeitshilfsmittel gedient haben.
Die Rohmaterialversorgung mit Jaspis (Hornstein) erfolgte wohl vorrangig aus der Umgebung; gebänderter Jaspis verweist allerdings auf Verbindungen der Bewohner in den bayerischen Raum.

#### Figürliche Kleinkunst
Weltweite Bedeutung erlangte das Geißenklösterle durch die Schnitzereien aus Mammutelfenbein, die zu den ältesten figürlichen Darstellungen der Menschheit gehören (ebenso wie die Funde aus dem nahe gelegenen Hohlefels und der Vogelherdhöhle im Lonetal).

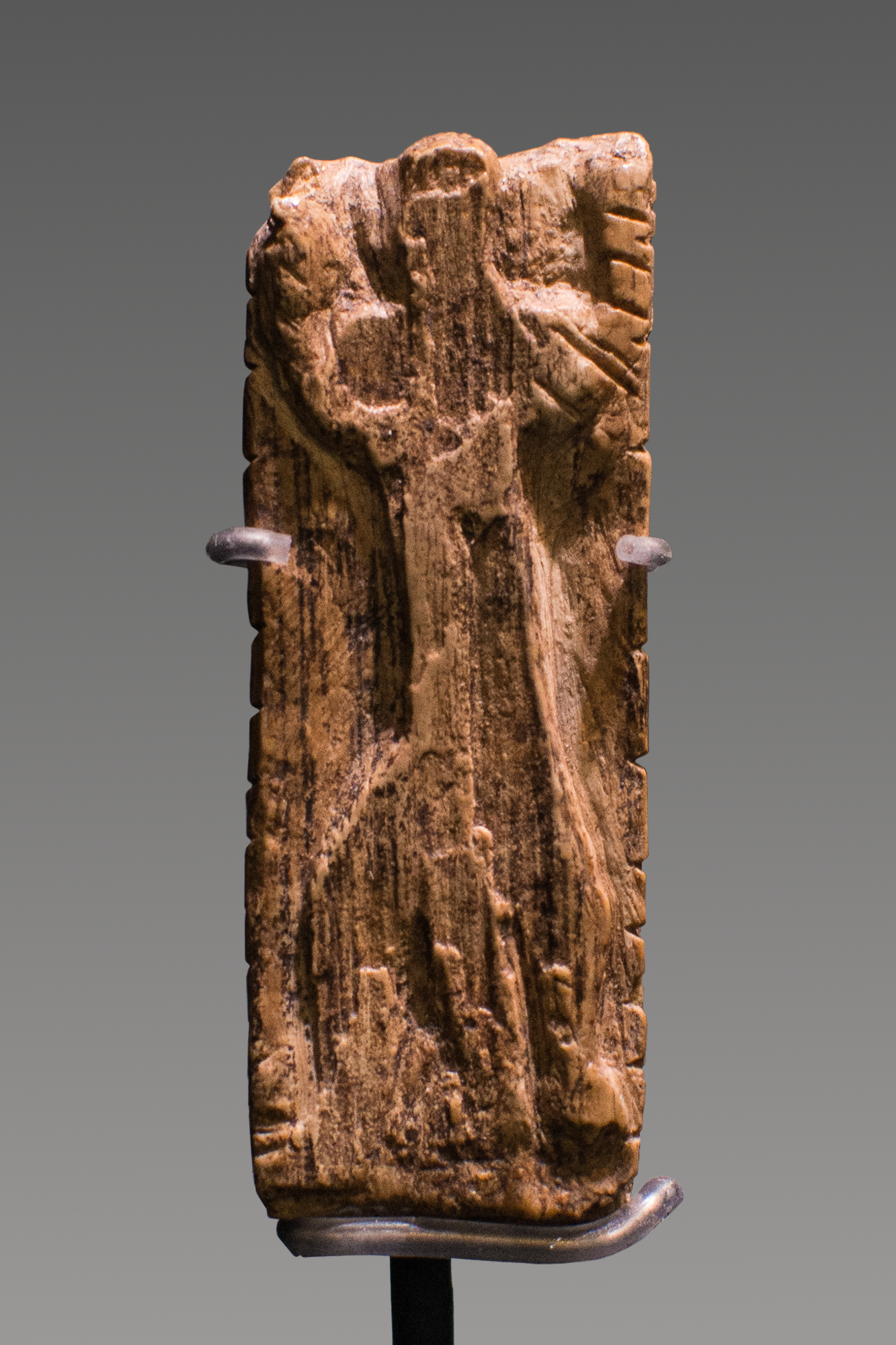
Adorant, 40.000 Jahre alt

Besonders bemerkenswert ist das Halbrelief einer männlichen Person mit erhobenen Armen, der offenbar eine rituelle Handlung ausführt (Adorant = Der Betende ).

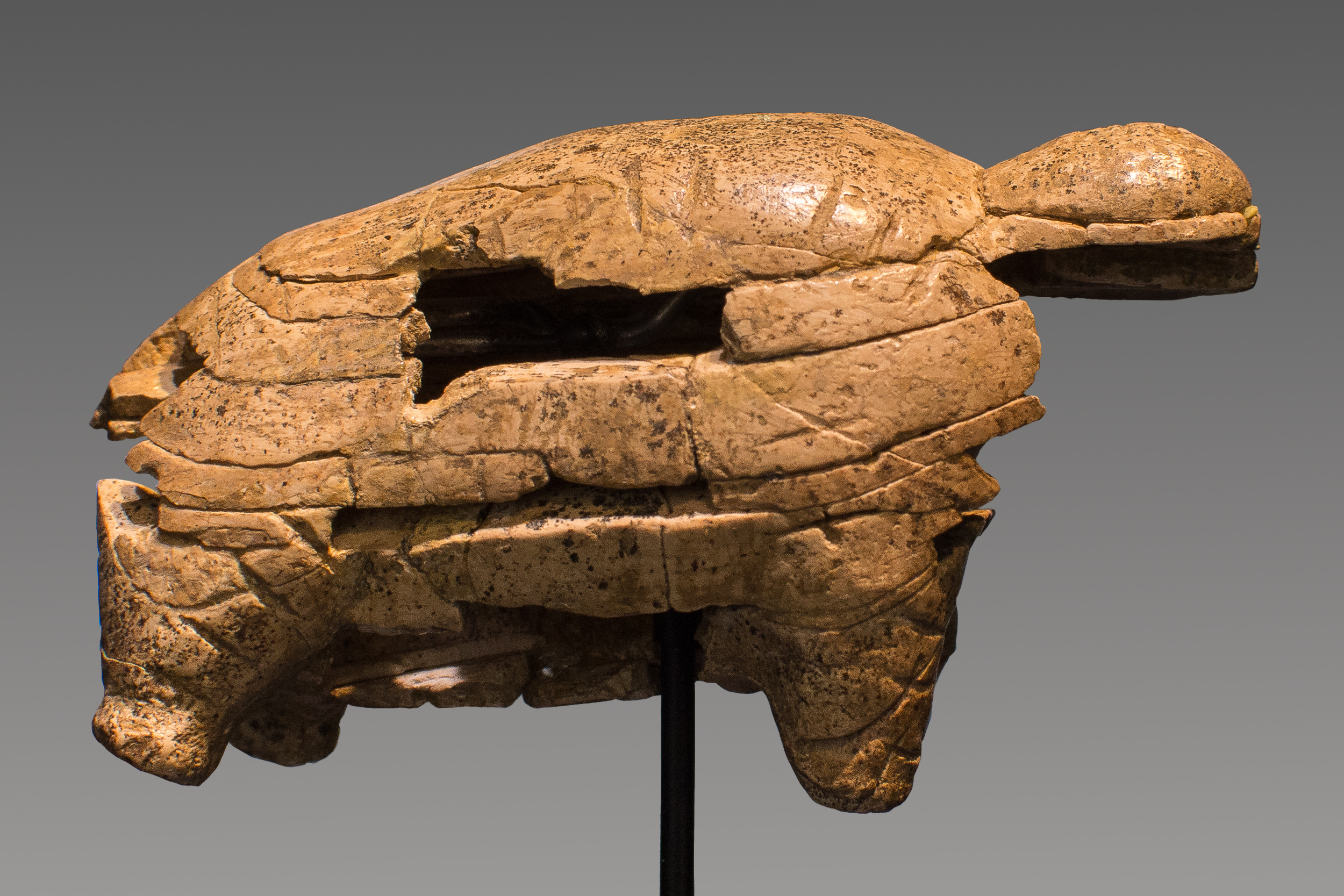
Mammut

Das vollplastische Mammut konnte aus 40 Fragmenten zusammengesetzt werden; sechs weitere Bruchstücke (vom Kopf, Oberschenkel und der Flanke) lassen sich nicht mehr anpassen. Trotz längsverlaufender Bruchstruktur lässt sich die Anmut und Genauigkeit der Darstellung ablesen. Reste von Rötel könnten von einer Verzierung mit roter Farbe stammen. Die Mammutfigur ist in der Schausammlung im Alten Schloss von Stuttgart ausgestellt.

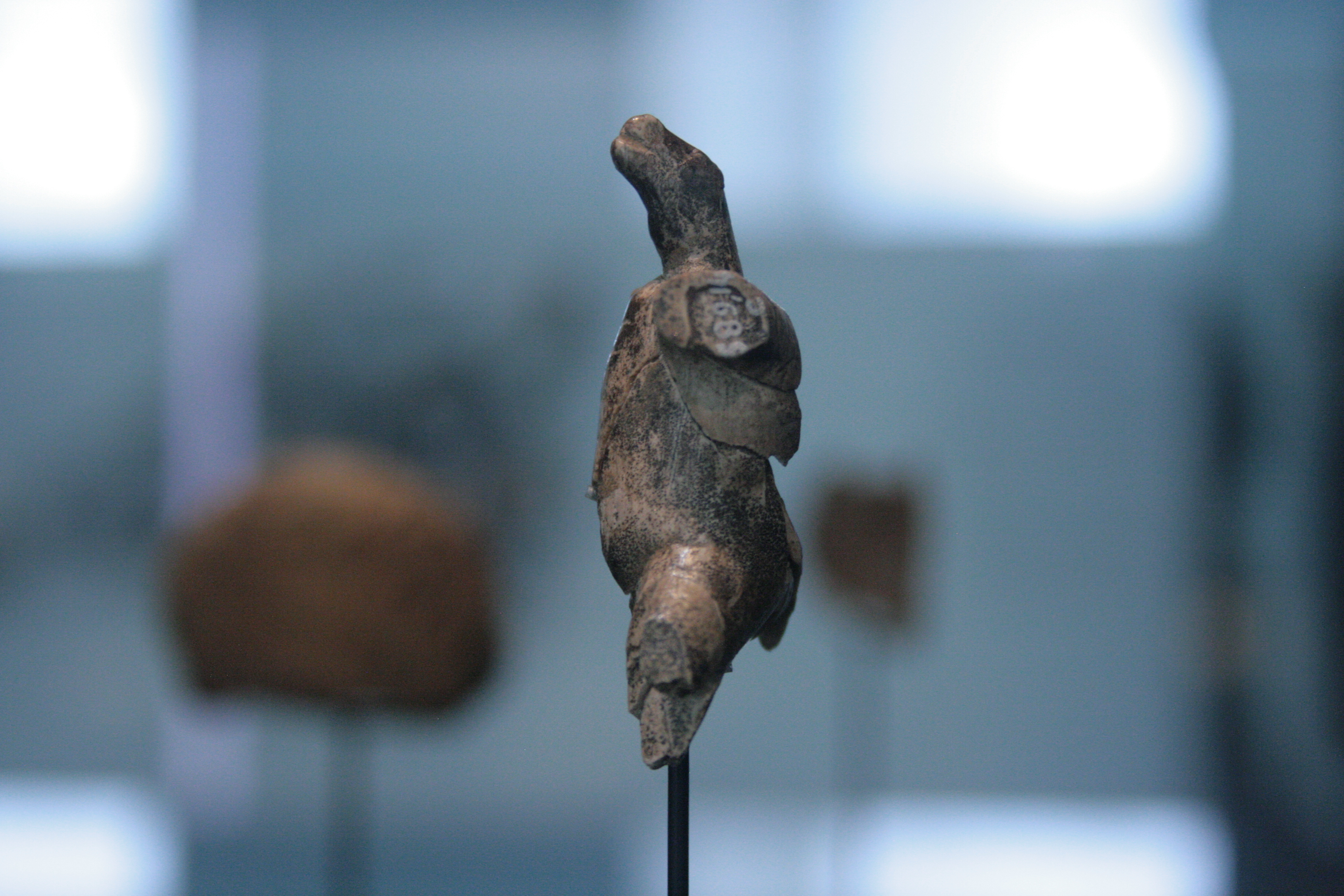
Höhlenbär

Der aufrecht stehende Höhlenbär vom Geißenklösterle, ebenfalls präsentiert im Landesmuseum Württemberg

#### Flöten aus Knochen und Elfenbein

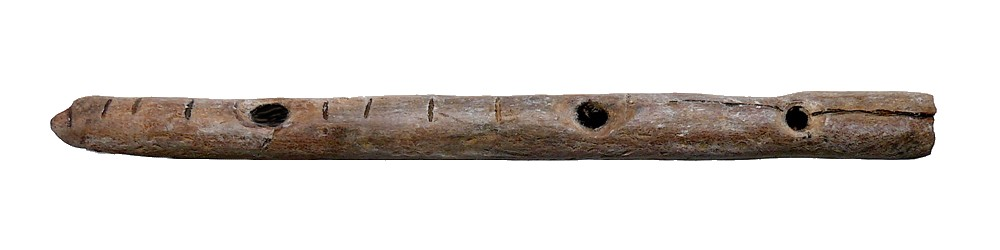
Nachbildung der Flöte 1

Im Geißenklösterle wurde eine 12,6 cm lange Schwanenknochenflöte („Flöte 1“) aus dem Radius eines Singschwans im Jahre 1990 gefunden („Flöte 1“).
Außerdem wurde von Hahn und Münzel eine zweite, sehr fragmentarische Vogelknochen-Flöte (Flöte 2) vorgelegt. Beide Exemplare stammen aus dem Archäologischen Horizont II (Oberes Aurignacien) und zeigen sorgfältig angelegte Kerben und flach geschnittene Grifflöcher, die eine eindeutige Interpretation der Funde als Flöten ermöglichen.
Später wurde eine weitere Flöte (Flöte 3) aus dem Geißenklösterle identifiziert, die aus zwei ausgehöhlten Mammutelfenbeinspänen hergestellt und dann zusammengeklebt wurde. Wie die beiden Vogelknochenflöten wurde auch diese aus dem oberen Aurignacien-Schichtkomplex AH II geborgen. (Ein Teil der Flöte 3 war von Hahn bereits 1988 als mit einer Kerbreihe verziertes Elfenbeinstabfragment veröffentlicht worden, konnte aber wegen fehlender Teile noch nicht als Flöte identifiziert werden.) Neuere Forschungsergebnisse ergaben für diese Flöten ein Alter von etwa 42.000 bis 43.000 Jahren, was sie damit zu den zweitältesten bekannten Musikinstrumenten (nach der Flöte von Divje babe) macht.
Flöte 2 sowie Flöte 3 sind im Urgeschichtlichen Museum Blaubeuren zu sehen.
Eine weitere Knochenflöte wurde 2008 im benachbarten Hohlen Fels gefunden. Wie in dem Artikel von Conard, Malina und Münzel (2009) kurz erwähnt, gibt es dort einige weitere Bruchstücke mit eindeutigen Flötenmerkmalen, außerdem auch aus der Vogelherdhöhle. Die Flöte, hergestellt aus Gänsegeierknochen, ist zwischen 35000 und 40000 Jahre alt und ebenfalls im Urgeschichtlichen Museum in Blaubeuren ausgestellt.

#### Bemalte Steine
Neben den figürlichen Kleinkunstwerken gibt es in Aurignacien-Schichten des Geißenklösterles mehrere Steine mit Farbaufträgen. In seiner Bedeutung als Kleinkunstwerk ragt ein dreifarbig (schwarz, rot und gelb) bemaltes Kalksteinstück aus der Aurignacien-Schicht IIb heraus. Die roten Farbaufträge bestehen aus Hämatit, die gelben aus Limonit. Gelbe Ockerstücke wurden in denselben Schichten auch als mineralische Überreste gefunden, so dass die Verbindung zu den regelmäßigen Pigmentaufträgen gesichert ist. Der bemalte Stein ist mit einem Alter von circa 35000 Jahren der Älteste aus der Region.
Zusammen mit fünf weiteren bemalten Steinen, die aus dem Hohlen Fels stammen, ist er im Urgeschichtlichen Museum Blaubeuren ausgestellt.

### Gravettien
Mehrere Feuerstellen wurden gefunden: eine große im nördlichen, geschützten Bereich, eine kleine im südlichen, offenen Höhlenbereich. Die Nutzung erfolgte wohl im Frühjahr.